# Jean Loring (personaje)
Jean Loring es un personaje que aparece en los cómics publicados por DC Comics, anteriormente asociado con Átomo, para quien fue un personaje secundario y un interés amoroso principal. Apareció por primera vez en Showcase #34 (octubre de 1961), creada por el escritor Gardner Fox y el artista Gil Kane. El personaje apareció continuamente en papeles menores hasta la historia de 2004 Crisis de identidad, donde sufrió un colapso mental y fue responsable de la muerte de Sue Dibny, esposa de Elongated Man  y Jack Drake, padre del tercer Robín (Tim Drake). Esto más tarde la llevaría a asumir el manto del supervillano Eclipso.
Jean Loring también aparece como un personaje recurrente en la serie de televisión Arrowverso de The CW Arrow, interpretada por Teryl Rothery.

## Biografía ficticia

### Abogada y esposa
La carrera de Jean Loring como abogada en Ivy Town comenzó casi al mismo tiempo que su novio, Ray Palmer, se convirtió en Átomo. Jean se encontró con Átomo, quien a menudo la ayudaba en sus casos muchas veces antes de enterarse de que él y Ray eran la misma persona. Ray le propuso matrimonio a Jean a menudo, pero ella lo rechazó porque quería ser abogado antes de convertirse en esposa. Solo cuando se pensó que Ray había muerto en un accidente automovilístico (diseñado por Bug-Eyed Bandit) aceptó su propuesta.
En Atom and Hawkman # 45 (noviembre de 1969), Jean fue secuestrada y enloquecida por la raza subatómica Jimberen. Aunque fue liberada rápidamente de Jimberen por Átomo y Hawkman, Jean permaneció loca hasta Justice League of America #81 (junio de 1970), cuando fue curada por el alienígena igualmente loco Jest-Master.
Después de que Jean fuera secuestrada por T. O. Morrow, Ray inició una búsqueda interdimensional para recuperarla, pidiendo ayuda a Flash, Supergirl, Wonder Woman, Aquaman y Capitán Cometa. Este evento afectó gravemente a Jean y también llevó al final de su matrimonio. Durante algunos años, fueron felices, pero la vida aventurera de Ray comenzó a afectar su matrimonio. Ray atrapó a Jean teniendo una aventura con otro hombre y ellos se divorciaron.
A pesar del caso ocasional de alto perfil, en particular su defensa de la Liga de la Justicia de América en Justice League of America (vol. 1) #19 y #77, Jean no saltó a la fama nacional hasta el divorcio. Jean pronto se volvió a casar y con su nuevo esposo, Paul Hoben, abrió una oficina de abogados en Calvin City. Finalmente regresó a Ivy Town sin él y estableció la firma de Grabemann, Loring y Ross. En general, Jean ya no estaba involucrada en el derecho penal y se ocupaba de asuntos más mundanos, como la administración de los bienes de Carter Hall y David Clinton. Sin embargo, hizo excepciones, como en su defensa de Risk de los Jóvenes Titanes.

### Colapso mental
Jean sufrió un colapso mental como se reveló en la miniserie Identity Crisis de 2004. Queriendo reanudar su relación con Ray, llegó a creer que la forma más segura de hacerlo era poniendo en peligro al ser querido de otro superhéroe. Ella creía que esto haría que todos los superhéroes, incluido Ray, regresaran corriendo con sus cónyuges y otros parientes. Jean usó uno de los viejos disfraces de Ray para encogerse y entrar en el cerebro de Sue Dibny, la esposa del Elongated Man. Intentó causar un derrame cerebral menor, pero accidentalmente aplicó demasiada presión al cerebro de Dibny y la mató. Jean entró en pánico y usó un lanzallamas en un intento de destruir el cuerpo de Sue antes de escapar. Sin saberlo ni siquiera el marido de Sue, Sue estaba embarazada.
Jean intentó desviar las sospechas de sí misma fingiendo un ataque a su propia vida. Luego envió varias amenazas de muerte misteriosas a otros, como Lois Lane, para que todos pensaran que había un asesino en serie suelto que estaba atacando a los seres queridos de los superhéroes. Estos eventos hicieron que la comunidad de superhéroes iniciara una investigación masiva para identificar al asesino, lo que resultó en la muerte de Firestorm a manos del Ladrón de Sombras. En la etapa final de su plan, Jean preparó al Capitán Boomerang para atacar a Jack Drake, el padre de Tim Drake, el tercer Robin. Jean envió un arma a Jack para que pudiera matar a Boomerang en defensa propia. La esperanza de Jean era que después todos creyeran que Boomerang había sido el asesino. Desafortunadamente para Jean, volvió a calcular mal y la situación terminó en tragedia, con Jack y Boomerang matándose entre sí.
Como Jean había planeado originalmente, Ray volvió con ella. Sin embargo, durante una conversación con Ray sobre la muerte de Jack y Boomerang, Jean se incriminó accidentalmente al preguntar sobre la nota "Protégete" que se envió a Jack junto con el arma, algo que no debería haber sabido ya que Batman le había quitado la nota de la escena del crimen antes de que llegaran los reporteros. Atrapada en su mentira, Jean confesó todo, y Ray la hizo internar en Arkham Asylum.

### Convertirse en Eclipso

#### Crisis Infinita
Mientras ella está institucionalizada, la entidad sobrenatural conocida como Eclipso (ayudada por las acciones del Psico-Pirata y Alexander Luthor de la antigua Tierra-3) manipula a Jean para que se convierta en su nueva anfitriona y pueda seducir al Espectro para que destruya a todos los seres mágicos en la serie Universo DC Day of Vengeance.
Debido a las acciones de Eclipso, el Espectro emprende un alboroto de asesinato en masa, matando a más de 700 magos. Con todas sus vidas en peligro, un grupo de místicos se une y forma el Shadowpact. Reclutaron a Black Alice, una chica que tiene la habilidad de robar los poderes mágicos de una persona por un corto período de tiempo, dejando al ser impotente en el proceso. El Shadowpact usa el poder de Black Alice para despojar al Espectro de sí mismo, dejándolo indefenso. Luego intentan matar al Espectro mientras él no tiene poder. El plan tiene un inconveniente, ya que sin sus poderes, el Espectro no es más que un espíritu vacío, dejándolo invulnerable.
Durante su breve posesión de los poderes del Espectro, Black Alice los usa para ayudar a Nightshade, miembro de Shadowpact, a enviar a Eclipso a una órbita perpetua alrededor del sol, debilitando los poderes de Eclipso. Sin embargo, la incapacitación de Eclipso no ayudó al Shadowpact con el Espectro, quien continúa causando estragos y termina matando al antiguo mago Shazam.
Después de que el Espectro mata a Nabu, el último y más poderoso de los Señores del Orden, la atención de la Presencia finalmente se dirige hacia él, y el Espectro se ve obligado a convertirse en un anfitrión humano, lo que finalmente detiene su loco alboroto.

#### 52
En la semana veintisiete de 52, Ralph Dibny se acerca al Espectro como parte de su búsqueda para devolverle la vida a su esposa Sue, prometiendo cumplir con cualquier trato que se le exija para lograrlo. El Espectro, deseando vengarse de Eclipso, pero incapaz de tomarla debido a la falta de un anfitrión en ese momento, ordena a Dibny que castigue a Eclipso a cambio de la vida de su esposa; Dibny, al que se le otorgó temporalmente el poder del Espectro, lleva a Eclipso al punto en el que ella (como Jean Loring) asesinó a su esposa y, restaurando la cordura de Jean, tiene la intención de atraparla en un bucle de tiempo permanente y obligarla a verse a sí misma asesinando a Sue. Dibny una y otra vez por toda la eternidad. Pero Loring, ahora cuerdo, suplica perdón entre lágrimas y Dibny, afectado por sus súplicas, su sentido de compasión y sus propios sentimientos al ver la muerte de su esposa, se encuentra incapaz de completar su pacto con el Espectro. Por lo tanto, devuelve a Eclipso a su órbita alrededor del sol.

#### Countdown to Final Crisis
Blue Beetle # 16 muestra a Eclipso secuestrando a un bebé con enormes habilidades mágicas e intentando corromperlo en un nuevo anfitrión para ella. Los esfuerzos combinados de Blue Beetle y Traci Thirteen frustran sus planes y dirigen su atención hacia Mary Marvel.
En Countdown to Final Crisis, Eclipso intenta corromper a Mary. Alimentando a la joven con desconfianza y mentiras, Jean logra alejar a Mary del lado de los héroes, corrompiendo a la joven para que se convierta en su seguidora. Mary Marvel se rebela y, al negarse a ser entregada a Darkseid como concubina, le quita a Eclipso su diamante negro, la deja inconsciente y deja a Eclipso impotente en el espacio. Eclipso recupera el diamante e intenta matar a Mary, solo para descubrir que Mary es demasiado fuerte para ella. Durante la batalla, Mary invoca el rayo mágico, eliminando el poder de Eclipso de Jean. En Countdown to Mystery #4, después de la batalla de Mary y Eclipso, el diamante negro elige a Bruce Gordon como anfitrión. Se muestra a Jean cayendo al océano cerca de Themiscyra y se ve a un tiburón acercándose a ella.

### Blackest Night
En Green Lantern # 43, esto es confirmado por Black Hand que Jean Loring había muerto, ya que puede escuchar la voz de la Muerte, que luego se revela como Nekron, la "personificación negra" de ella. En la historia de Blackest Night, en la noche del día conmemorativo del superhéroe, su viudo, Ray, le pide a Hawkman que visite su tumba para ser honrado como miembro caído de la comunidad, pero Hawkman se niega por lo que hizo en Identity Crisis.
Jean es reanimada (fuera del panel) como miembro de Black Lantern Corps, con un disfraz basado en su personaje Eclipso. Ella mata a Damage por la espalda, arrancándole el corazón mientras Ray mira en estado de shock. Esta muerte final ayuda a los Anillos Negros a alcanzar un nivel de poder del cien por cien, lo que provoca el surgimiento de Nekron. Jean luego usa la propia tecnología de Ray para encogerlo a él, a Mera y a ella misma en el anillo reanimado de Damage. Mientras está dentro del anillo, se relaciona con los orígenes de Ray y Mera de Nekron: que él es el guardián de la oscuridad que existía antes de que la luz entrara en el universo. Luego, Jean es poseída por Deadman, que había seguido al trío al anillo, quien la obliga a liberar a Ray y Mera, permitiéndoles volver a su tamaño normal.
Luego, Jean se enfrenta a Ray, quien recientemente fue nombrado miembro de la Tribu Indigo, lo atormenta con una recreación de su asesinato de Sue Dibny y convoca versiones de Black Lantern de la minúscula tribu con la que Ray se había hecho amigo en la serie Sword of the Atom para atacarlo. Sin embargo, Ray logra defenderse, usando su bastón índigo para combinar la luz verde de la fuerza de voluntad con la luz índigo de la compasión, usándolos para destruir a Jean y su anillo.

### Rebirth
Después del evento Rebirth en 2015, se reveló en Justice League of America # 17 a fines de 2017 que los elementos establecidos en Identity Crisis se habían reconfigurado, y se mencionó que Jean Loring estaba casado una vez más con Ray Palmer.

## Otras versiones
Jean Loring hace una aparición en Justice de Alex Ross. Llamó a su esposo Ray Palmer cuando fue disparado por Giganta. Ella se sentó a su lado en el hospital. Ella está entre los compinches y seres queridos atacados por la Legión del Mal.

## En otros medios

### Televisión
- Los personajes basados en Jean Loring aparecen en series ambientadas en Arrowverso.
  - La propia Loring aparece en la segunda temporada de Arrow, interpretada por Teryl Rothery. Esta versión es un abogado defensor que trabaja en Starling City, así como un amigo y abogado de Moira Queen, quien fue juzgada por conspiración para cometer asesinato. En la sexta temporada, se convierte en abogada defensora del hijo de Moira, Oliver Queen.
  - Una personaje llamada Anna Loring aparece en Arrow y Legends of Tomorrow, interpretada por Barbara Kottmeier. Ella era la prometida de Ray Palmer que murió durante el ataque de los soldados de Slade Wilson a Starling City. Sin embargo, se desconoce si está relacionada con Jean.
  - Un personaje masculino llamado John Loring aparece en el episodio de The Flash, "A Girl Named Sue", interpretado por Silver Kim. Es un traficante de armas al que Sue Dearbon apunta por un diamante que tiene en su poder.[14]

### Cine
- Una versión alternativa del universo de Jean Loring aparece en Liga de la Justicia: Dioses y monstruos, con la voz de Andrea Romano. Esta versión está comprometida con Ray Palmer.
- La forma Eclipso de Jean Loring aparece en DC Super Hero Girls: Héroe del Año, con la voz de Mona Marshall.
- La forma Eclipso de Jean Loring aparece en Lego DC Super Hero Girls: Brain Drain, nuevamente con la voz de Mona Marshall.